# Austroterpna
Austroterpna là một chi bướm đêm thuộc họ Geometridae.

## Các loài
- Austroterpna idiographa Goldfinch, 1929
- Austroterpna paratorna (Meyrick, 1888)